# Titus (gorille)
Pour les articles homonymes, voir Titus.
Titus (24 août 1974 - 14 septembre 2009) est un célèbre gorille des montagnes au dos argenté vivant en liberté dans le parc national des Volcans au Rwanda.

## Biographie
Né le 24 août 1974, Titus était connu comme le roi des Gorilles, car il était le plus puissant des gorilles des montagnes au dos argenté. 
Sa mère l'abandonne durant les premières années de sa vie après que le père de Titus a été tué par des braconniers. Il réussit à survivre. Beetsme, un mâle dominant l'adopte.
Adolescent, Titus devient membre d'un groupe à la mort de Beetsme, le mâle dominant. 
Il est mort à la suite de la prise de « pouvoir » de son fils sur son clan. Ce dernier l'ayant agressé et pourchassé après lui avoir infligé une blessure qui causera sa mort, le 14 septembre 2009 à l'âge de 35 ans. 
Sa mort est considérée comme une « immense perte », car il était devenu le symbole d'une espèce qui a « survécu contre toute attente », selon l'Office rwandais du tourisme et des parcs nationaux.

### Filmographie
- Titus, le roi des gorilles, documentaire